# Wilfred Thesiger
Wilfred Patrick Thesiger (Adís Abeba, 3 de junio de 1910 - 24 de agosto de 2003) fue un escritor y explorador británico. 
Nacido en Adís Abeba en Abisinia (hoy Etiopía). Su padre fue un diplomático británico. Fue educado en Eton College y Oxford pero pronto volvió a África. Luchó con la Fuerza Aérea en el Norte de África durante la Segunda Guerra Mundial, y más tarde trabajó en Arabia con la organización contra la plaga de la langosta. Sus viajes también le llevaron a Irak, Persia (actualmente Irán), Kurdistán, Abisinia (actualmente Etiopía), Sudán, África Occidental Francesa, Pakistán y Kenia. Retornó a Inglaterra en 1990 y fue nombrado caballero en 1995.
Thesiger es principalmente conocido por sus libros de viajes:
- Arenas de Arabia (1959) recoge sus viajes en el "Territorio vacío" del Desierto de Arabia entre 1945 y 1950 donde describe el desvaneciente mundo de los beduinos.
- Los árabes de las marismas (1964) es una descripción de los pueblos que tradicionalmente vivieron en las marismas del sur de Irak.

Thesiger tomó muchas fotografías durante sus viajes y donó su extensa colección de 25.000 negativos al museo Pitt-Rivers en Oxford.
Thesiger no era un gran enamorado de la cultura de Estados Unidos sobre la cual dijo:

El efecto a largo plazo de la cultura americana que se extiende hacia todos los rincones por todos los desiertos y valles será el fin de la Humanidad. Nuestra extraordinaria avaricia por las posesiones materiales, el modo en que la alimentamos, la falta de equilibrio en nuestras vidas y nuestra arrogancia cultural nos matará a todos antes de un siglo a menos que aprendamos a parar y pensarlo. Puede ser ya demasiado tarde.

## Libros sobre Wilfred Thesiger
En español:
- Leguineche, Manuel (2004). El último explorador:La vida del legendario Wilfred Thesiguer. Seix Barral.

- Datos: Q540031
- Multimedia: Wilfred Thesiger / Q540031